# The Crusher (Album)
The Crusher ist das dritte Studioalbum der schwedischen Melodic-Death-Metal-Band Amon Amarth. Es erschien am 8. Mai 2001 über Metal Blade Records. Am 29. Juni 2007 wurde das Album als Picture-LP mit einer streng limitierten Auflage von 500 Kopien veröffentlicht. Eine Wiederveröffentlichung als The Crusher Deluxe Reissue erfolgte am 28. August 2009.

## Entstehungs- und Veröffentlichungsgeschichte
Das Songwriting zu The Crusher begann im Wesentlichen nach der gemeinsamen Tour mit Morbid Angel im Dezember 1999. Nur ein knappes Jahr später wurde es im November 2000 im Abyss Studio von Lars Szöke aufgenommen und von Peter Tägtgren abgemischt. Lediglich der Bonustrack wurde nicht im Abyss Studio, sondern in den Stockholmer Das Boot Studios aufgenommen. Das Mastering wurde von Peter In De Betou in den Stockholmer Cutting Room Studios durchgeführt. Das Coverartwork wurde gemeinsam von Tom Thiel und dem Düsseldorfer Grafiker und Designer Thomas Ewerhard entworfen, der auch das übrige Artwork des Albums übernahm.

### The Crusher Deluxe Reissue
Im Zuge der Bloodshed over Bochum Konzertserie von Amon Amarth, welche vom 28. – 31. Dezember 2008 dauerte, wurde das Album am 30. Dezember komplett und in voller Länge aufgeführt und mitgeschnitten. Am 28. August 2009 wurde The Crusher als von Jens Bogren neugemasterte Auflage zusammen mit dem Livemitschnitt als 2-CD-Digipack wiederveröffentlicht. Die Titelliste entspricht der Digipack Version; nur bei der Liveversion des Albums fehlt der Bonustrack The Eyes of Horror, da dieses nicht aufgeführt wurde. Das Konzert wurde auch gefilmt und auf der Bonus-DVD des Surtur-Rising-Digipacks am 25. März 2011 veröffentlicht.

## Titelliste
Alle Arrangements stammen von Amon Amarth. Das Lied Risen from the Sea (2000) stellt eine Neuaufnahme des Liedes Risen from the Sea vom nie veröffentlichten Demo Thor Arise dar. Um die beiden Versionen unterscheiden zu können, wurde das (2000) hinzugefügt.
| #  | Titel                                             | Komposition                          | Text      | Länge |
| -- | ------------------------------------------------- | ------------------------------------ | --------- | ----- |
| 1  | Bastards of a Lying Breed                         | Mikkonen                             | Hegg      | 5:33  |
| 2  | Masters of War                                    | Mikkonen/Andersson                   | Hegg      | 4:35  |
| 3  | The Sound of Eight Hooves                         | Mikkonen                             | Hegg      | 4:50  |
| 4  | Risen From the Sea (2000)                         | Mikkonen/Lundström/ Kaukinen/Hansson | Hegg      | 4:26  |
| 5  | As Long as the Raven Flies                        | Mikkonen                             | Hegg      | 4:04  |
| 6  | A Fury Divine                                     | Mikkonen                             | Hegg      | 6:36  |
| 7  | Annihilation of Hammerfest                        | Mikkonen/Söderberg                   | Hegg      | 5:03  |
| 8  | The Fall Through Ginnungagap                      | Mikkonen                             | Hegg      | 5:21  |
| 9  | Releasing Surtur’s Fire                           | Mikkonen                             | Hegg      | 5:30  |
| 10 | The Eyes of Horror (Bonustrack - Possessed Cover) | Possessed                            | Possessed | 3:34  |

## Rezeption
Das Album kam bei Presse und Fans überwiegend positiv an, meist jedoch mit kleineren Einschränkungen bezüglich des Songwritings. So vergibt der Autor Pro vom Webzine metal.de für das Album 8 von 10 Punkten und kommt zum Fazit:

„Amon Amarth haben ihre Sache auch 2001 sehr gut gemacht, und wer sie bis jetzt nicht mochte, wird sich auch mit "The Crusher" nicht in die Masse der Fans mit einreihen.“

Auch Alexander Melzer vom Webzine metal-observer.com ist der Meinung, dass das Album vor allem bei Fans anklang finden dürfte, nicht aber unbedingt bei Neulingen. Er vergibt mit 9 von 10 Punkten dennoch eine sehr gute Wertung. Marcel Steinberg bezeichnet das Album sogar als „ein Highlight der Band“ und vergibt 8,5 von 10 Punkten.